# Plateau van Bocholtz

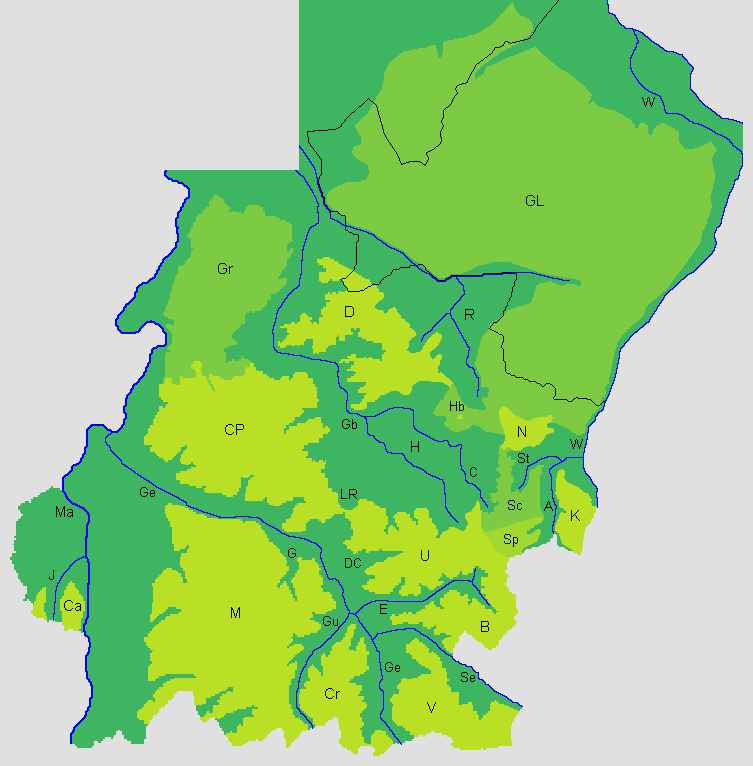
B. Plateau van Bocholtz

Het Plateau van Bocholtz of Plateau van Baneheide is een plateau in het Heuvelland in Nederlands Zuid-Limburg dat ontstaan is door de erosie van omliggende rivieren en beken. Het gebied is een golvende vlakte dat langzaam afloopt richting het westen. Ze strekt zich uit van de Kruisberg tussen Wahlwiller en Eys in het zuidwesten tot Bocholtz in het oosten. Buurtschappen op het plateau zijn Baneheide, Bocholtzerheide, Vlengendaal, Zandberg en Broek.
Aan de zuidzijde wordt het plateau begrensd door het Selzerbeekdal met de Selzerbeek en aan de noordwestzijde door het Eyserbeekdal met de Eyserbeek. In het noorden gaat het plateau over in het Plateau van Ubachsberg en in het westen in zuidwesten loopt het plateau verder door in Duitsland. In Duitsland ligt onder andere de plaats Orsbach op het plateau gesitueerd en is de Schneeberg onderdeel van dit plateau in Duitsland. Aan de overzijde van het Selzerbeekdal ligt in het zuiden het Plateau van Vijlen. Verder naar het noorden gaat het Plateau van Ubachsberg over in het Plateau van Spekholzerheide.
Op slechts een enkele helling ligt er hellingbos, het Kolmonderbosch. Een ander bos op het plateau is het Platte Bosch. Verder ligt er op de zuidhelling Abdij Sint-Benedictusberg.